# تیرداد دوم، پادشاه ارمنستان
تیرداد دوم (ارمنی: Տրդատ Բ؛ نیمه دوم قرن دوم میلادی به دنیا آمد – درگذشت حدود ۲۵۲ میلادی) شاهزاده‌ای از دودمان اشکانی ارمنستان بود که به عنوان پادشاه دست‌نشانده رومی بر ارمنستان حکومت کرد.
تیرداد دوم پسر و وارث پادشاه ارمنی خسرو یکم، پادشاه ارمنستان و مادری که نامش ذکر نشده است، بود. نام تیرداد دوم برگرفته از نام جد او، تیرداد یکم، پادشاه ارمنستان و اجداد اشکانی وی بود (با این نام چند تن به عنوان پادشاه ارمنستان حکومت کردند). او همچنین به عنوان خسروف شناخته می‌شد.
در آخرین سال‌های سلطنت پدرش در ۲۱۶–۲۱۷، تیرداد دوم به همراه خانواده‌اش به دلایل نامعلومی در بازداشت روم بود که باعث شورش بزرگ در ارمنستان علیه روم شد. در سال ۲۱۵، برای خاتمه دادن به قیام، امپراتور روم کاراکالا با ارتش روم به ارمنستان حمله کرده بود.
در سال ۲۱۷ خسرو یکم درگذشت و تیرداد دوم جانشین پدرش به عنوان پادشاه ارمنستان شد. تاج ارمنستان توسط کاراکالا به تیرداد دوم اعطا شد. وی با ترور کاراکالا به عنوان پادشاه ارمنستان اعلام شد
تیرداد دوم از سال ۲۱۷ تا زمان مرگش در سال ۲۵۲ به عنوان پادشاه ارمنستان حکومت کرد.
در تاریخ نامشخصی در زمان سلطنت وی، احتمال مهاجرت خانواده مامیکونیان از باختر به ارمنستان وجود دارد. تیرداد دوم اولین پادشاهی در ارمنستان بود که مسیحیان را در این کشور مورد آزار و اذیت قرار داد.
تیرداد دوم تا حدودی به دلیل سلطنت طولانی خود، به یکی از قدرتمندترین و با نفوذترین سلطنت‌ها از خاندان اشکانی ارمنستان تبدیل شد. در ۲۲۴ میلادی، آخرین پادشاه اشکانی اردوان پنجم که عموی پدری تیرداد دوم بود، به دست اردشیر یکم اولین پادشاه شاهنشاهی ساسانی کشته و شاهنشاهی اشکانی منقرض شد.
در ۲۲۶–۲۲۸، اردشیر یکم پس از الحاق پارت به دنبال گسترش شاهنشاهی خود از جمله فتح ارمنستان بود. در طی دو سال درگیری، ارتش رومیان، سکاها و کوشان‌ها عقب‌نشینی کردند. و بنابراین تیرداد دوم با ارتش خود برای ادامه جنگ علیه اردشیر یکم تنها باقی ماند.
تیرداد دوم مقاومت سرسختانه‌ای در برابر اردشیر یکم انجام داد و پس از حداقل ده سال جنگ شکست نخورد. پس از دوازده سال جنگ با تیرداد دوم، اردشیر یکم ارتش خود را عقب کشید و ارمنستان را ترک کرد. درگیری نظامی تیرداد دوم با اردشیر یکم ساسانی قدرت ارمنستان در زمان تیرداد دوم را برجسته می‌کند. تیرداد دوم در سال ۲۵۶ درگذشت و پسرش، خسرو دوم، پادشاه ارمنستان جانشین وی شد.